# Председнички избори у САД 2004.
Избори за председника САД одржани су 2. новембра 2004. године. Кандидати две највеће странке у Сједињеним Држава су били тренутни председник и члан Републиканске странке Џорџ В. Буш, и кандидат Демократске странке Џон Кери, сенатор из Масачусетса. Кандидати за потпредседника су били Дик Чејни, тренутни потпредседник и члан Републиканске странке и Џон Едвардс, сенатор из Северне Каролине, из Демократске странке. На изборима је победио Џорџ В. Буш осигуравши други мандат.

## Главни кандидати
| Lp. | Слика | Име         | Слика | Кандидат за потпредседника | Странка               |
| --- | ----- | ----------- | ----- | -------------------------- | --------------------- |
| 1.  |       | Џорџ В. Буш |       | Дик Чејни                  | Републиканска странка |
| 2.  |       | Џон Кери    |       | Џон Едвардс                | Демократска странка   |

## Резултати
| Кандидат         | Странка                 | Гласови     | Гласови | Електори |
| Кандидат         | Странка                 | Број        | %       | Електори |
| ---------------- | ----------------------- | ----------- | ------- | -------- |
| Џорџ В. Буш      | Републиканска странка   | 62.040.610  | 50,74%  | 286      |
| Џон Кери         | Демократска странка     | 59.028.444  | 48,27%  | 251      |
| Ралф Нејдер      | —                       | 465.650     | 0,32%   | 0        |
| Мајкл Баднарик   | Либертаријанска странка | 397.265     | 0,32%   | 0        |
| остали кандидати |                         | 335.584     | 0,28%   | 0        |
| укупно           |                         | 122.267.553 | 100%    | 538      |